# كهف حاجي برودان
كهف حاجي برودان (بالسيريلية الصربية: Хаџи-Проданова пећина) هو موقع أثري من العصر الحجري القديم ونصب طبيعي وطني، يقع في قرية راشييا على بعد حوالي 7 كـم (4.3 ميل) من إيفانجيكا في غرب وسط صربيا.

## وصلات خارجية
- Natural Monuments Serbia Caves نسخة محفوظة 12 فبراير 2017 على موقع واي باك مشين.
- BULLETIN OF SCIENTIFIC RESEARCH Annual Report for 2003